# Холодногірська виправна колонія № 18

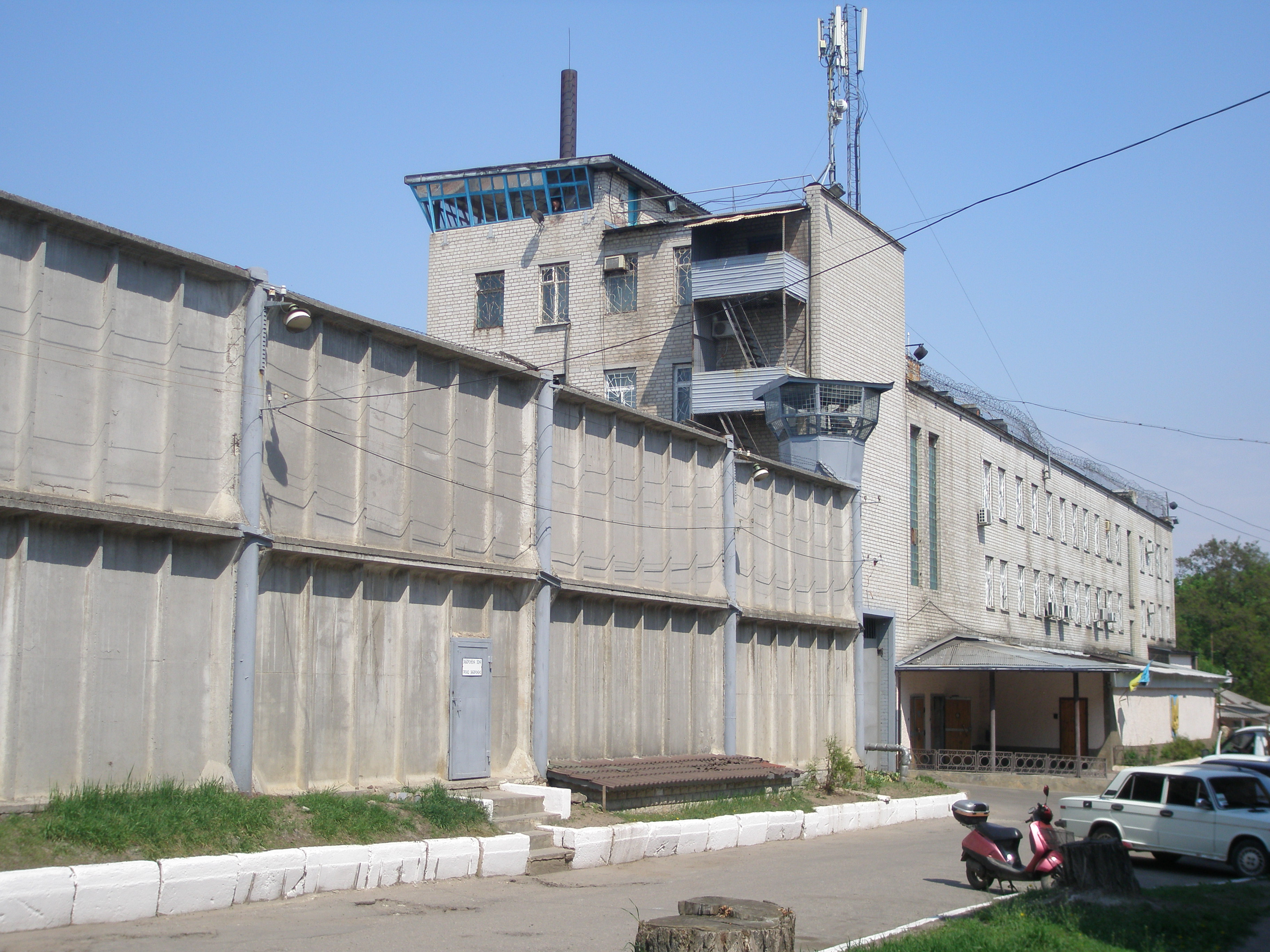
Холодногірська виправна колонія № 18.

Державна установа «Холодногі́рська виправна́ коло́нія № 18» — виправна колонія Державної кримінально-виконавчої служби України у місті Харкові.

## Історія колонії

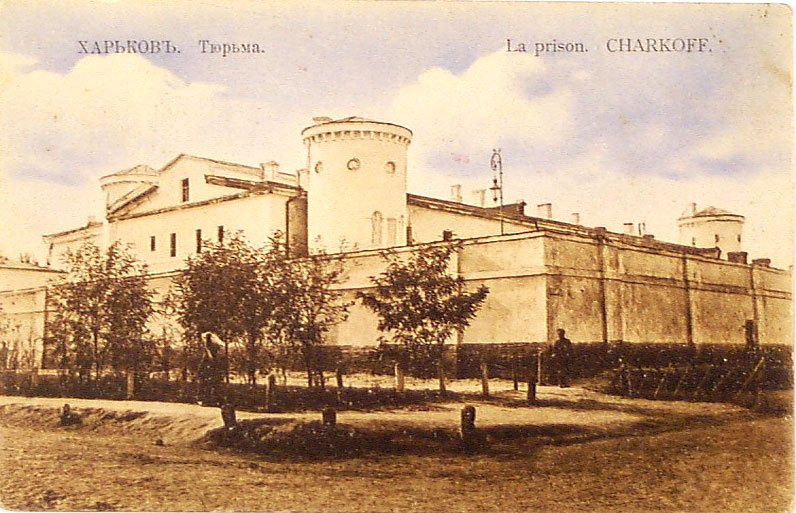
Холодногірська в'язниця на межі XIX-XX століть.

Холодногірська виправна колонія № 18 розташована в місті Харкові, в західній його частині, що має історичну назву Холодна Гора. На тій території, більшу частину якої займає нинішня Холодногірська виправна колонія, виправна установа існувала вже давно. Холодногірська в'язниця в Харкові була закладена ще при царі Павлові І, реконструйована при Олександрі II в 50-х роках XIX століття, зазнала великої шкоди в 40-х роках XX століття.
До 1917 р. тут були Губернська тюремна установа і Виправні арештантські відділення (роти) цивільного відомства. Від 1917 до 1946 р. тут містилися послідовно (у лапках наводяться прийняті тоді скорочення російською мовою): «ДомЗак ВЧК» («будинок ув'язнених», фактично — слідча в'язниця ВЧК), «ДоПР ГУМЗАКа Нар-КомЮста» (будинок примусових робіт Головного управління місць ув'язнення Народного комісаріату юстиції), «ДомТюрЗак ГУИТУ ОГПУ СССР» (будинок тюремного ув'язнення, фактично — закрита в'язниця Головного управління виправно-трудових установ Об'єднаного Головного політичного управління СРСР), спецізолятор «ГУИТЛ НКВД СССР» (назва старих централів, запроваджена у 30-х роках минулого століття, фактично — закрита в'язниця Головного управління виправно-трудових таборів Народного комісаріату внутрішніх справ СРСР).
За німецької окупації під час Другої світової війни тут існував лиховісний комплекс — міська в'язниця Харківського ґебітскомісаріату (обласного комісаріату) і «Крігсґефан—ґенен—Шталаґ—364» (тобто «міський табір військовополонених № 364»), де щодня здійснювали подвиг лікарі колективу професора-медика Олександра Мєщанінова і в'язні-підпільники.
Установа, яка повернулася сюди після війни з евакуації в 1946 р., спочатку називалася «ПромВТК-1» (промислова виправно-трудова колонія № 1) і підпорядковувалася «Глав-ПромСтрою ГУЛАГ СССР» (підрозділ Головного управління таборів і колоній СРСР, що відав промисловим будівництвом). З 1949 р. «ПромВТК-1» було реорганізовано в дитячу трудову колонію; в 1960—1963 рр. це була установа ЮЖ-313/18 загального режиму, а з травня 1963 р. — колонія посиленого режиму.

## Сучасний стан
На теперішній час Холодногірська виправна колонія № 18 — це кримінально-виконавча установа середнього рівня безпеки (для тримання чоловіків, вперше засуджених до позбавлення волі на певний термін).
Нині начальником виправної колонії є полковник внутрішньої служби Маркін Марк Юрійович.

## Адреса
61052 м. Харків, вул. Рубанівська, 4